# مویلحه سفلی (رامشیر)
مویلحه سفلی یک روستا در ایران است که در دهستان آزاده واقع شده‌است. مویلحه سفلی ۳۳۴ نفر جمعیت دارد.
بلحاظ سطح علمی و با سواد ساکنین این روستا جزو سطوح بالا قراار دارد.